# Физический факультет Санкт-Петербургского государственного университета
Физи́ческий факульте́т является структурным подразделением СПбГУ, которое вместе с Научно-исследовательским институтом физики (*) (НИИФ им. Фока) и Научно-исследовательским институтом радиофизики (*) (НИИРФ) образуют Физический учебно-научный центр (ФУНЦ) СПбГУ. Входит в Петродворцовый учебно-научный комплекс (ПУНК).

## История

Здание физического факультета

Физический факультет был создан приказом ректора Ленинградского государственного университета № 191 от 14 апреля 1933 года на базе физического отделения физико-математического факультета при воссоздании факультетской структуры в университете. Первым деканом факультета стал В. Р. Бурсиан. На факультете работали многие выдающиеся физики, включая Е. Ф. Гросса, А. Н. Теренина, В. А. Фока и С. Э. Фриша. Среди выпускников факультета — лауреаты Нобелевской премии по физике А. М. Прохоров и химии А. И. Екимов, писатель-фантаст О. Н. Ларионова, председатель Центральной избирательной комиссии В. Е. Чуров, а также многие другие учёные, политики, деятели культуры и прочие известные люди.

## Расположение

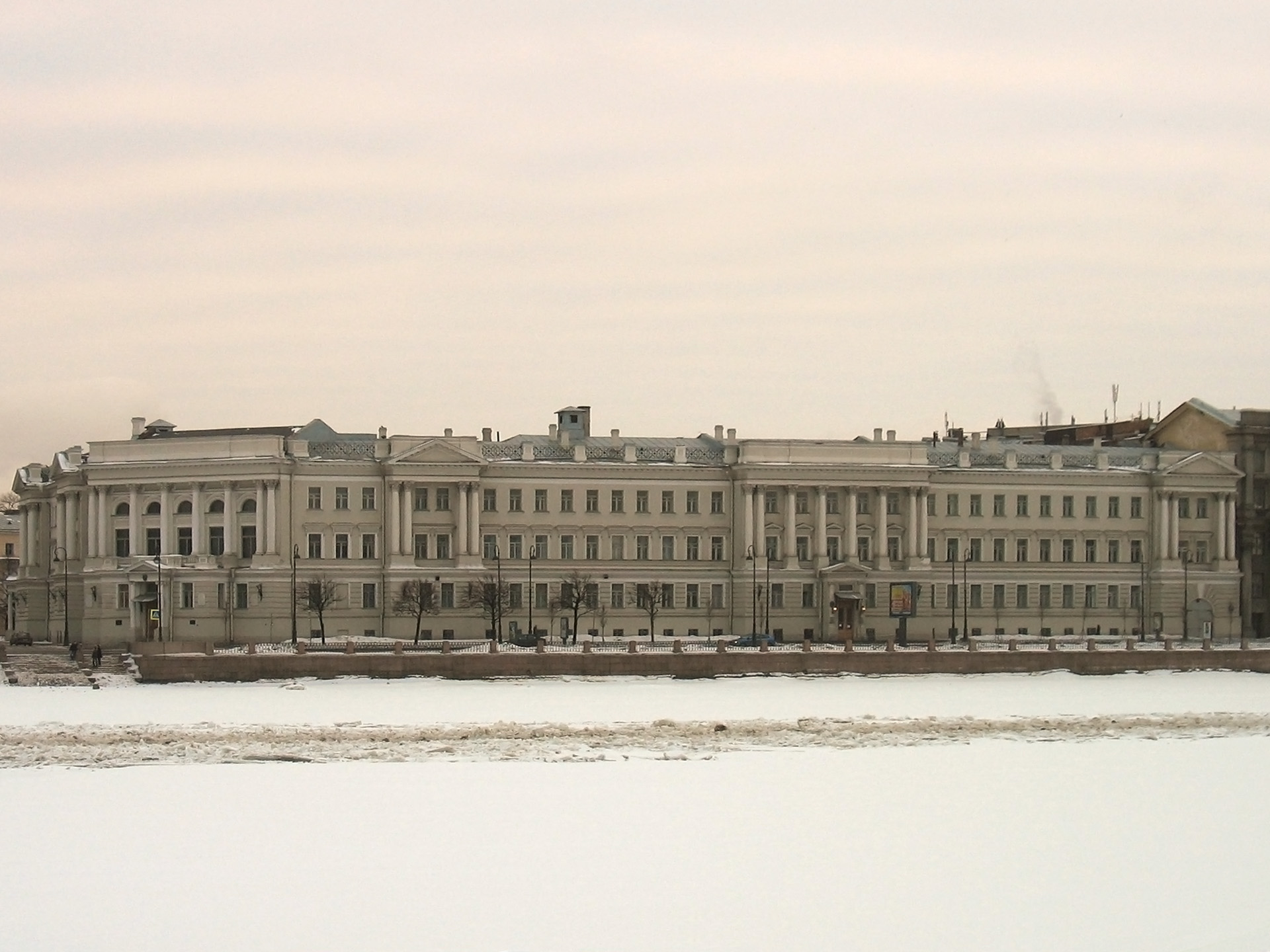
Набережная Макарова, 6

До 1970-х годов Физический факультет находился на набережной Макарова в доме № 6, расположенном неподалёку от главного здания СПбГУ, а Научно-исследовательский физический институт (НИФИ) занимал здание по адресу Университетская наб., д. 7/9. В 1970-х годах администрация факультета, НИФИ (позднее сменивший название на Научно-исследовательский институт физики им. В. А. Фока (НИИФ им. Фока)) и основные лекционные аудитории были перемещены в Петродворцовый учебно-научный комплекс в новые помещения по адресу ул. Ульяновская, дом 3 (в то время — ул. 1-го Мая, д. 100). Первые занятия в новом здании начались в 1971 году. Не позже, чем с 1996 года лекции читаются также на Васильевском острове в здании межфакультетского учебно-научного центра СПбГУ по адресу Средний пр., д. 41/43. Некоторые административные функции до сих пор осуществляются в старом здании Физического факультета на Университетской набережной, например, в нём располагается отделение приёмной комиссии. Циклотронная лаборатория и отдельные лаборатории кафедры радиофизики находятся также по старому адресу, частично в б. здании НИФИ.
В 1980-е гг. был создан Физический учебно-научный центр (ФУНЦ), в состав которого входили физический факультет, НИИФ им. Фока, ОКБ «Радиофизика» (позднее — Научно-исследовательский институт радиофизики), КБ «Интеграл» и Экспериментальный опытный завод (ЭОЗ).

## Цели

### Основные
Основные цели факультета состоят в следующем:
1. Подготовка специалистов различных уровней квалификации в области физики, радиофизики, прикладных математики и физики, междисциплинарных отраслях знания и подготовка, переподготовка, повышение квалификации научно-педагогических кадров.
2. Формирование у обучаемых научного мировоззрения, воспитание качеств, необходимых для проведения фундаментальных и прикладных научных исследований на наиболее высоком научном уровне.
3. Развитие и обновление образовательных программ на базе выполняемых в ФУНЦ научных исследований, поиск новых перспективных методик и направлений образования.
4. Сохранение, развитие и обновление кадрового потенциала российской высшей школы, в том числе ведущих научно-педагогических школ ФУНЦ.
5. Привлечение талантливой молодежи к профессиональному освоению физики, радиофизики, прикладных математики и физики, междисциплинарных отраслей знания.
6. Распространение естественнонаучных знаний и научного мировоззрения.

### Деятельность
Деятельность факультета:

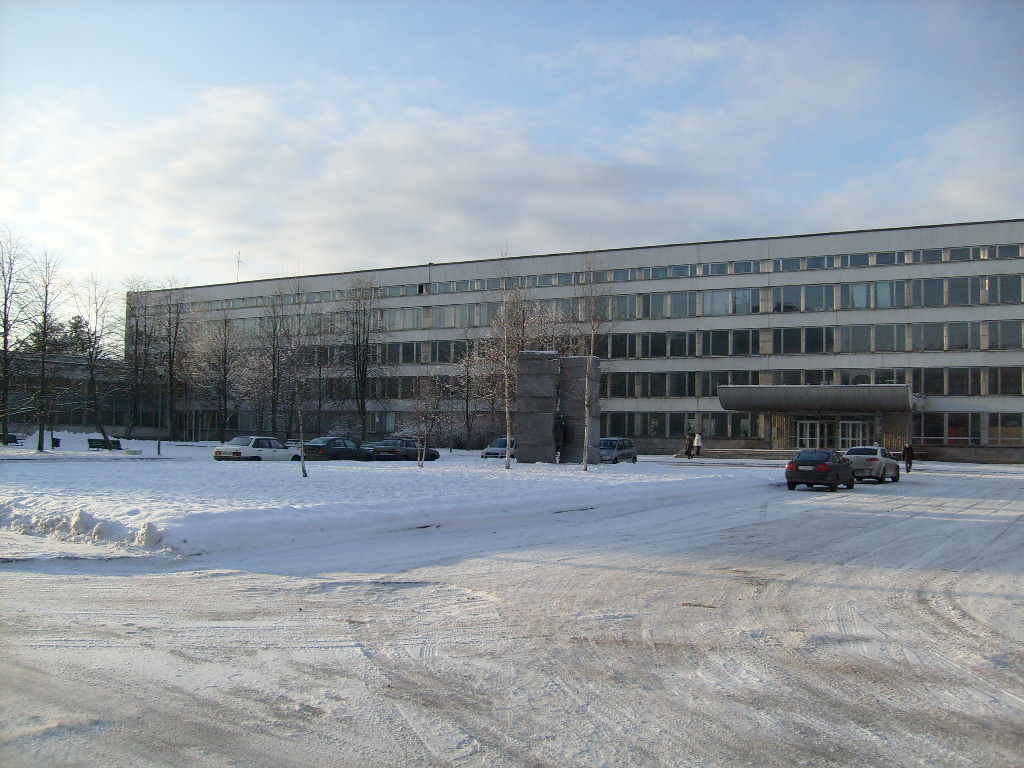
Факультет зимой

1. Обучение бакалавров и магистров по направлениям:
  - 010700 Физика,
  - 010800 Радиофизика,
  - 010600 Прикладные математика и физика,
2. Осуществление программ дополнительного и послевузовского образования (аспирантура, докторантура).
3. Естественнонаучное образование и преподавание соответствующих дисциплин на других факультетах СПбГУ.
4. Фундаментальные и прикладные исследования в области физики и в смежных областях знаний.
5. Информационная поддержка образования и научных исследований, создание информационных ресурсов.
6. Подготовка и выпуск учебной, специальной, справочной и методической литературы, а также материалов конференций.
7. Организация и проведение научных и образовательных семинаров, конференций, симпозиумов, стажировок.
8. Пропаганда физического образования и образа мышления.

## Кафедры
- Кафедра высшей математики и математической физики (*)
- Кафедра статистической физики (*)
- Кафедра физики высоких энергий и элементарных частиц (*)
- Кафедра квантовой механики (*)
- Кафедра радиофизики (*)
- Кафедра электроники твердого тела (ЭТТ) (*)
- Кафедра фотоники (*)
- Кафедра физики твердого тела (ФТТ) (*)
- Кафедра физики Земли (*)
- Кафедра физики атмосферы (*)
- Кафедра оптики, спектроскопии и физики плазмы (*)
- Кафедра молекулярной биофизики и физики полимеров (*)
- Кафедра общей физики I (отдел квантовой электроники) (*)
- Кафедра общей физики II (отдел физической химии) (*)
- Кафедра ядерно-физических методов исследования (ЯФМИ) (*)
- Кафедра вычислительной физики (*)

Имеются общефакультетские учебные лаборатории: 1-я физическая, 2-я физическая, Лаборатория ядерной физики, Лаборатория физических основ радиоэлектроники.
В состав факультета входит исследовательская Лаборатория квантовых сетей (до 2003 — Лаборатория теории сложных систем), не относящаяся к какой-либо кафедре. Ранее в состав факультета также входили исследовательские Лаборатория динамики упругих сред и Лаборатория интерференционной спектроскопии.

## Деканы
- 1933–1936 — Виктор Робертович Бурсиан
- 1936–1937 — Карл Карлович Баумгардт (и.о)
- 1937–1947 — Сергей Эдуардович Фриш
- 1947–1951 — Александр Павлович Краев
- 1951–1956 — Николай Петрович Пенкин
- 1956–1958 — Борис Михайлович Яновский
- 1958–1962 — Михаил Григорьевич Веселов
- 1962–1968 — Алексей Михайлович Шухтин
- 1968–1973 — Юрий Викторович Новожилов
- 1973–1982 — Павел Павлович Коноров
- 1982–1986 — Станислав Петрович Меркурьев
- 1986–1991 — Анатолий Анатольевич Трусов
- 1991–2000 — Сергей Николаевич Манида
- 2000–2011 — Александр Сергеевич Чирцов
- 2011–2012 — Сергей Фёдорович Бурейко
- и.о. с 2012 — Михаил Валентинович Ковальчук

## Символика
Символом Физического Факультета является Ашнюшка, стилизованное изображение "hν" (где h — постоянная Планка и ν (греческая буква ню) — частота фотонов) — часть формулы, описывающей энергию фотона.

### История символа
Впервые изображение Ашнюшки появилось за стенами факультета на демонстрации на Дворцовой площади в честь полета Юрия Гагарина в космос. Несмотря на то, что формально к Ашнюшке "прицепиться" было не за что, так как "hν" — общеизвестная формула, а возникающие ассоциации от её стилизации физики могли опровергнуть, Ашнюшку на некоторое время официально запретили. Однако, она появилась снова как символ факультета в газете для абитуриентов в нейтрально сером цвете. В 1979 году, когда цензура ослабла, "кошка" вновь приобрела чёрный цвет и появилась уже легально на флаге факультетского Дня Строителя, а затем и на флаге Дня Физика. Автор символа неизвестен, но логотип был стилизован в качестве намека на название известной в СССР банды "Черной Кошки". Таким образом, физики 60-х демонстрировали свое свободомыслие.

### Интересные факты
- Стилизованная формула "hν" также встречается и на других физических факультетах России и стран СНГ. В Московском физико-техническом университете — это талисман "квантик-фотончик" ("КФ"). Существует даже его формула расшифровка: «Физтех — это такая энергетическая субстанция («hv» — энергия кванта, фотона), которой присущи черты живого существа (клювик, глазик, хвостик), голова которого заполнена физикой (глазик — буква «Ф») и украшена математикой (корона — буква «М»)[4].
- В изображении Ашнюшки 3 усика-вектора слева у кошки — это символ трехмерного пространства, а 3 усика-вектора справа — символ трехмерного времени.

### Из воспоминаний студентов-физиков 60-х
«Атмосфера на факультете была абсолютно свободная, мы – дети оттепели. Как было в стране, пока не очень-то интересовались. Правда, запомнилось, как вышли на действительно стихийную демонстрацию в день полета Гагарина, несли флаги с «Ура! Да здравствует физика!» и с чёрной кошкой – нашей эмблемой. А потом узнали, что нашего парторга вызывали куда-то для объяснений по поводу этой кошки. Было смешно». Елена Чистова (Чугреева) (студентка 1958–1964 гг.)
О полете Юрия Гагарина: «Вечером по общаге разнеслась весть: в нашей стране в космос запущен космический корабль с человеком на борту. Многие тут же ринулись через мост Строителей на факультет. Откуда-то появились листы ватмана и краски. Умельцы изготовили плакаты с изображением символа факультета – черной кошки, ракеты и надписями типа: «Все там будем!» Игорь Чупров (студент 1958–1963 гг.)
«Народу все прибывало, и кто-то предложил пойти на Невский. Несмотря на уговоры преподавателей и представителей парткома не ходить, колонна студентов с изготовленными плакатами двинулась на Невский. Дошла ли она, не помню. Но помню, что на следующий день «в буржуазной прессе на Западе», в Хельсинки, появилась статья об этом шествии с фото чёрной кошки и плакатом «Все там будем!», преподнесшей его как желание молодежи вырваться из СССР куда угодно, хоть к черту на рога. Но самое страшное, что в кадры объективов попались радостные физиономии некоторых наших однокурсников на фоне «Все там будем!». В общаге говорили, что только смелое вмешательство ректора спасло тогда нашего Гену Зорина от печальной участи быть отчисленным или, того хуже, отправленным в Большой дом на Литейном.» Из письма В. Козлова
«В 1961 году секретарем факультетской комсомольской организации была Нина Рожкова, и она быстро организовала все эти лозунги и, главное – черного кота, которого и остановила милиция на Дворцовом мосту. Большой шум поднялся. Разбором занимался секретарь партийной организации Петр Николаевич Занадворов, и только с его помощью дело было закрыто, и пострадавших не было.»